# Kareem Valentine
Kareem Javier Valentine Sandoval (geb. 11. Oktober 1992 in Miami, Florida) ist ein antiguanischer Schwimmer. 
Er trat bei den Olympischen Sommerspielen 2008 in Peking an. Im Wettbewerb über 50 m Freistil kam er auf Platz 96. Bei den Olympischen Jugend-Sommerspielen 2010 in Singapur kam er im selben Wettbewerb auf Platz 44.
Er ist auch bei den Schwimmweltmeisterschaften 2007 in Melbourne und 2009 in Rom angetreten.